# Fernão Anes de Portocarreiro
Fernão Anes de Portocarreiro (? – 1275) foi Deão de Braga.

## Relações familiares
Foi filho de João Rodrigues Portocarreiro (Portocarrero, 1175 - 20 de Julho de 1234) e de Margarida Fernandes. Casou com Maria Vasques de Resende, filha de Vasco Martins de Resende, de quem teve:
1. João Rodrigues Portocarreiro, Senhor de Vila Real, casou com Mécia da Silva, filha de D. João Gomes da Silva e de Leonor Afonso de Brito também conhecida como Constança Afonso de Brito;
2. Maria Roiz de Portocarreiro, casada com Vasco Gomes de Abreu (? - 1386).